# Drosera peruensis
Drosera peruensis ist eine fleischfressende Pflanze aus der Gattung Sonnentau (Drosera). Sie ist in Peru heimisch und wurde 2002 von Tânia Regina dos Santos Silva und Mireya D. Correa anhand von Herbarmaterial erstbeschrieben. 

## Beschreibung
Drosera peruensis sind als Rosette wachsende, krautige Pflanzen mit einer Wuchshöhe von 4 bis 11,5 Zentimetern, die Sprossachse allein erreicht eine Länge von 2 bis 4 Zentimetern. 
Die Blätter sind rot, 10 bis 12 Zentimeter lang, im Alter herabhängend. Die Blattstiele sind 6 bis 7 Zentimeter lang und 1 Millimeter breit, auf der Oberseite behaart und auf der Unterseite glatt. Die Spreite ist umgekehrt-eiförmig bis länglich-rund, 4 bis 7 Zentimeter lang und rund 1 Millimeter breit, zottig behaart, an der Blattoberseite mit Drüsenhaaren, an der Blattunterseite mit fadenförmigen Trichomen, die 2 bis 2,5 Millimeter lang und goldfarben sind. Die Nebenblätter sind rechteckig, häutig und schlitzblättrig, bis zu 7 Millimeter lang und über rund 6 Millimeter geschlitzt. 
Blüte und Fruchtzeit sind im Oktober. Die ein oder zwei Blütenstände sind 4 bis 7 Zentimeter lang, rot überhaucht und mit fadenförmigen Trichomen besetzt und tragen 2 oder 4 Blüten. Die Blütenstandsachse ist 3,5 bis 6 Zentimeter lang, der Blütenstiel rötlich. Die Kelchblätter sind verwachsen, rötlich, die einzelnen länglich-runden Lappen bis zu 4 Millimeter lang und 1,5 Millimeter breit und mit rötlichen Trichomen besetzt. Die Kronblätter sind weiß oder rot, der Fruchtknoten besteht aus drei Fruchtblättern. Die drei Griffel sind vom Ansatz an gegabelt, die sechs Narben keulenförmig. Die Samen sind länglich-rund, die Oberfläche netzartig. 

## Verbreitung
Die Art ist in der Region Pasco (Oxapampa, Cordillera Yanachaga) in Peru heimisch, die einzigen bekannten Exemplare stammen von der Aufsammlung des Holotyps. Dort wächst die Art in Buschland auf weißem Sandstein, überdeckt von Sträuchern und vergesellschaftet mit Torfmoosen, deren Decken bis zu 2 Metern Mächtigkeit erreichten.